# اوریکالک

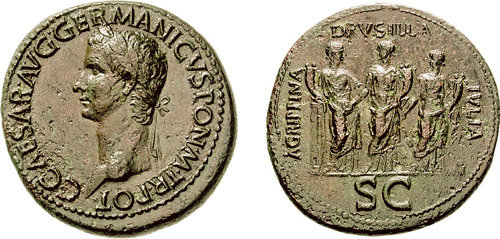
یک سکه سسترتیوس از زمان کالیگولا

Orichalcum یا ‎/ˌɔːrɪˈkælkəm/‎ aurichalcumیک فلز خاطرنشان شده در چندین نوشته باستانی، شامل داستان آتلانتیس در کریتیاس از افلاطون است. کریتیاس (۴۶۰–۴۰۳ قبل از میلاد) ادعا می‌کند که اوریکالکوم از لحاظ ارزش مادی بعد از طلا در رده دوم قرار دارد و در بسیاری از نقاط آتلانتیس در دوران باستان پیدا و استخراج شده‌است، اما در زمان خود کریتیاس، تنها نام اوریچالکوم شناخته شده بود.
اوریچالکوم ممکن است قرار بوده مانند پلاتین، یا نوعی برنز یا برنج یا احتمالاً آلیاژ فلز دیگری بصورت خالص استخراج بشود.
در علم سکه‌شناسی، اوریچالکوم آلیاژ برنزی به رنگ طلایی بوده که توسط امپراتوری روم به عنوان سکه استفاده است.

## بررسی اجمالی
این نام برگرفته از زبان یونانی ὀρείχαλκος , oreikhalkos (از ὄρος، oros، معادل کوه و χαλκός، chalkos معادل مس) به معنای «مس کوهی» است.

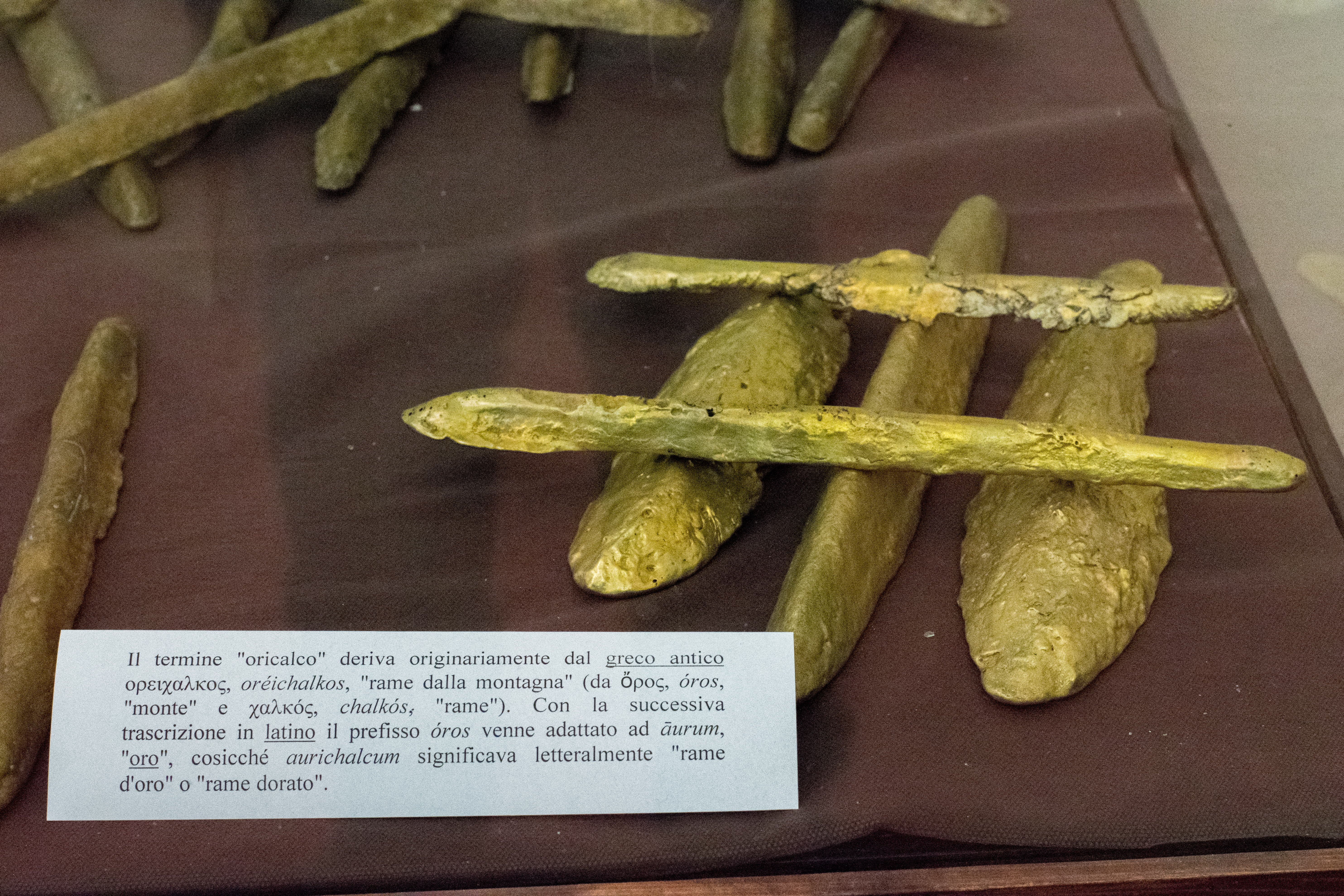
اریچالکوم یافت شده در گلا، سیسیل

رومی‌ها اوریچالکوم را به ص‌ورت «aurichalcum» ترجمه می‌کردند که تصور می‌شد به معنای واقعی کلمه «مس طلا» است. از نوشته‌های سیسرون مشخص است که فلزی که آن‌ها اوریچالکوم نامیده‌اند از نظر رنگ شبیه طلا بوده اما ارزش بسیار کمتری دارد. ویرژیل اینید ، زره‌سینه تورنوس به عنوان «سفت با طلا و سفید اوریچالک» توصیف شده‌است.
اوریچالکوم به عنوان یک آلیاژ طلا – مس، مس – قلع یا برنج مس – روی یا فلز یا آلیاژ فلزی که دیگر شناخته شده نیست، نگه داشته می‌شده‌است.
در سال‌های بعد، اوریچالکوم برای توصیف کانی سولفید کالکوپیریت و همچنین برای توصیف برنج استفاده شد. با این حال، تطبیق این کاربردها با ادعاهای کریتیاس افلاطون، که بیان می‌کند که فلز در زمان او «فقط یک نام» بود، دشوار است، در حالی که برنج و کالکوپیریت در زمان افلاطون بسیار مهم بودند. همان‌طور که هنوز هم هستند.
جوزف نیدهام بیان می‌کند که اسقف ریچارد واتسون، استاد شیمی قرن هجدهم، در توضیح یک ایده باستانی نوشته‌است که «دو نوع برنج یا اوریچالکوم» وجود دارد. نیدهام همچنین احتمال می‌دهد که یونانی‌ها احتمالاً نمی‌دانستند که اوریچالکوم چگونه ساخته می‌شود و حتی ممکن است نمونه‌ای از اصل آن ساخته باشند.
در سال ۲۰۱۵، ۳۹ شمش که گمان می‌رود اوریچالکوم باشد در یک کشتی غرق‌شده در سواحل گلا در سیسیل کشف شد که آزمایش‌ها، قدمت آن‌ها را ۲۶۰۰ سال پیش تخمین می‌زنند.
آن‌ها با فلورسانس پرتو اشعه ایکس توسط Dario Panetta تجزیه و تحلیل شدند و معلوم شد که آلیاژی متشکل از ۷۵–۸۰٪ مس، ۱۵–۲۰٪ روی، و درصدهای کمتری از نیکل، سرب و آهن هستند.

## ادبیات کهن
اوریچالکوم برای اولین بار در قرن هفتم قبل از میلاد مسیح توسط هزیود و در سرود هومری، به آفرودیت تقدیم شده‌است.
بر اساس کریتیاس افلاطون، دو دیوار از سه دیوار بیرونی معبد پوزیدون و کلیتو در آتلانتیس به ترتیب از برنج و قلع پوشیده شده بودند، در حالی که دیوار سوم و بیرونی با نور قرمز ناشی از اوریچالکوم می‌درخشید. دیوارهای داخلی، ستون‌ها و کف معبد کاملاً با سنگ اوریچالکوم پوشیده شده بودند و سقف آن علاوه بر اوریچالکوم، شامل طلا و نقره هم بود. در مرکز معبد ستونی از اوریچالکوم قرار داشت که بر روی آن قوانین پوزیدون و سوابق شاهزادگان پسر اول پوزیدون حک شده بود.
پلینیوس اشاره می‌کند که اوریچالکوم به دلیل تمام شدن معادنش ارزش خود را از دست داده‌است. شبه ارسطو در De mirabilibus auscultationibus (62) نوعی مس را توصیف می‌کند که «بسیار براق و سفید است، نه به این دلیل که قلع با آن مخلوط شده‌است، بلکه به این دلیل که مقداری زمین با آن ترکیب و مذاب شده‌است». این ممکن است یک ارجاع به اوریچالکوم به دست آمده در طول ذوب مس همراه مقداری " cadmia "، که یک نوع زمین است که قبلاً در سواحل دریای سیاه که منسوب به اکسید روی است پیدا شده.

## سکه‌شناسی
در سکه‌شناسی، از اصطلاح "orichalcum" برای اشاره به آلیاژ برنزی طلایی رنگ مورد استفاده در سکه‌های sestertius و dupondius استفاده شده‌است. این آلیاژ، از مسی که در ساخت سکه as از آن استفاده شده‌است، ارزشمندتر به حساب می‌آید.